# Каракал (тварина)
Каракал (Caracal) — рід ссавців родини котових (Felidae).

## Історія класифікації
Назву Caracal запропонував Джон Едвард Ґрей у 1843 році, як родову назву для одного єдиного виду котячих, що мешкає в Африці та південно-західній Азії, каракала, Caracal caracal. 
У 2000 році Матерн і МакЛенан розглядали каракала як сестринський таксон до сервала. 
До 2006 року таксономічна класифікація Caracal як монотипного роду мала широке визнання. 

## Видовий склад
Браєн та Джонсон (2007) на основі проб ДНК включили до роду Caracal три види: 
- каракал золотавий, або золота кішка, C. aurata
- каракал пустельний, або звичайний, C. caracal,
- каракал сервал, C. serval.

Пізніше сервала було винесено з роду каракал, однак сервал належить до родоводу, який об'єднує рід каракал і рід сервал.